# 美洲大道1221号
美洲大道1221号（英語：1221 Avenue of the Americas），也被称为麦格劳-希尔集团大厦（英語：McGraw-Hill Building），是位于美國纽约市曼哈顿的一栋摩天大楼，建于1969年。它是曼哈顿第三栋以麦格劳-希尔命名的大厦，是20世紀60年代洛克菲勒中心扩建工程建筑群的一部分。它高674英尺（205），共有51层，是麦格劳-希尔金融集团的总部。

## 1999年升降機事故
1999年10月15日星期五大約晚上11點（美國東部時間），該建築物的一名員工尼哥拉斯·韋特（Nicholas White）原本要去吸煙室休息，他登上了30號升降機後，因短暫的電力驟降導致升降機在13樓和14樓之間停止運作，韋特當場在升降機內被困。雖然他曾經發出求救警報並且電梯內有監控錄像，但韋特直到10月17日星期日下午4點左右才被保安人員在監視攝像機中發現，韋特隨後被救出，結束在欠缺飲食下被困在升降機長達41小時的惡夢。